# 蜈蚣船

《古今圖書集成·經濟彙編·戎政典·第九十七卷》所載的「蜈蚣船圖」

蜈蚣船，是明清時期一種戰船的名稱，因兩側船槳眾多仿如蜈蚣而得名。

## 歷史
在嘉靖初年，廣東提刑按察司副使汪鋐奉朝廷之命率軍駐紮南頭古城（今深圳市南頭），並上書朝廷學習仿造「蜈蚣船」。他仿造「蜈蚣船」之前曾於正德十六年（1521年）與葡萄牙人的屯門之役中繳獲一批佛郎機砲。汪鋐想把這二十餘支西洋先進武器組裝在中國戰船上以提升水軍的戰鬥力。明世宗於是下令兵部仿造。後來在1598年，明將領陳璘率領水軍以裝上了佛郎機砲的蜈蚣船在露梁海战中擊退豐臣水軍。但是，蜈蚣船在清朝鴉片戰爭期間成為鴉片販子走私鴉片的快艇。

## 戰船結構
蜈蚣船為一多漿快速戰船，船長40公尺。豎2至3桅，兩旁架櫓40餘枝，可裝配多門佛朗機炮，並由多名櫓手划船高速航行，能作為近海作戰的快艇之用。蜈蚣船快速靈活又輕便。一旦遭到敵人圍攻，即使槳槽損壞，軍士仍然可以利用流線型的修長船體及強力火炮的優勢迅速突圍。

## 外部連結
- 蜈蚣船 （页面存档备份，存于）